# 563853 Andrewdubeyjames
563853 Andrewdubeyjames è un asteroide della fascia principale. Scoperto nel 2011, presenta un'orbita caratterizzata da un semiasse maggiore pari a 2,774982 UA e da un'eccentricità di 0,017396, inclinata di 6,828807° rispetto all'eclittica.